# Juan Carlos Valerón
Juan Carlos Valerón Santana (født 17. juni 1975 på Gran Canaria, Spanien) er en spansk tidligere fodboldspiller, der spillede som midtbanespiller. Han var på klubplan primært tilknyttet Deportivo La Coruña, hvor han spillede i 13 år. Derudover repræsenterede han Las Palmas, Mallorca og Atlético Madrid.

## Landshold
Valerón spillede 46 kampe og scorede fem mål for Spaniens landshold, som han debuterede for 18. november 1998 i et opgør mod Italien. Han har efterfølgende repræsenteret sit land ved både EM i 2000, VM i 2002 samt EM i 2004.

## Titler
Copa del Rey
- 2002 med Deportivo La Coruña